# ビニルアセチル-CoA Δイソメラーゼ
ビニルアセチル-CoA Δイソメラーゼ(Vinylacetyl-CoA Delta-isomerase、EC 5.3.3.3)は、以下の化学反応を触媒する酵素である。
ビニルアセチルCoA{\displaystyle \rightleftharpoons }クロトニルCoA
従って、この酵素の基質はビニルアセチルCoAのみ、生成物はクロトニルCoAのみである。
この酵素は異性化酵素、特にC=C結合を転移する分子内酸化還元酵素に分類される。系統名は、ビニルアセチル-CoA Δ3-Δ2-イソメラーゼ(vinylacetyl-CoA Delta3-Delta2-isomerase)である。この酵素は、ブタン酸代謝に関与している。

## 構造
2007年末時点で、1個の構造が解明されている。蛋白質構造データバンクのコードは、1U8Vである。